# Институт „Бутантан“
Институтът „Бутантан“ (на португалски: Instituto Butantan) е научноизследователски институт в град Сау Паулу, Бразилия.
Специализиран е в областта на биологията и медицината и е подчинен на щатския секретар по здравеопазването в щата Сау Паулу. Основан е през 1901 г. от лекаря Витал Бразил, като първоначално основната му дейност е борбата с чумата и други инфекциозни заболявания.
Институтът носи името на квартала Бутантан, където е разположен.